# Tomás Cimadevilla Acebo
Tomás Cimadevilla Acebo (Madrid, 1968) és Llicenciat en Ciències de la Informació per la Universitat Complutense de Madrid. És productor i director de cinema espanyol.

## Biografia
Inici la seva carrera professional com a programador de cinema en Canal Plus España. El 1996 va començar la seva marxa com a productor, i fins avui ha estat responsable de més vint-i-cinc llargmetratges, incloent alguns dels grans èxits recents del cinema espanyol: El otro lado de la cama, Torremolinos 73, Las huellas borradas, Días de fútbol, Pagafantas, Mal día para pescar, El calentito, Lobos de Arga, etc. El 2007 va integrar la seva productora Telespan 2000 en el grup Vértice 360, sent soci fundador del grup audiovisual i director general de producció de cinema i teatre. Les seves pel·lícules han participat o obtingut premis en festivals com Canes, Sant Sebastià, Mar de Plata, Palm Springs, Miami, Karlovy Vary, Cinema Espanyol de Màlaga, Austin Festival of the Americas, Los Angeles Latino o el de Cinema de Comèdia de Montecarlo .
També ha produït dos llargmetratges documentals: Estrellas de la línea —segon premi del públic en la secció Panorama de la Berlinale— i El crimen de una novia; sèries de televisió: Maneras de vivir; obres de teatre de text i musicals: Closer, Días de vino y rosas, Hoy no me puedo levantar, Grease, Taitantos.
Ha estat “producer on the move” representant a Espanya en el Festival de Cannes en 2004. Entre aquest any i 2007 va ocupar la vicepresidència de la Federació de productors, FAPAE. A més ha estat guionista del llargmetratge Nit de reis i fundador i programador d'una sala de cinema a Madrid dedicada en exclusiva a la programació de cinema independent i alternatiu “La enana marrón”. El 2004 fou nomenat vicepresident de la Federació de Productors Audiovisuals d'Espanya (FAPAE).
El 2000 va debutar com a director amb Una puerta abierta, una sèrie de reportatges produïts per a la Junta d'Andalusia sobre projectes de cooperació a Cuba, Colòmbia i el Marroc. També ha dirigit el curtmetratge documental Regreso a la Alcarria, nominat al Goya al millor curtmetratge documental, i dos llargmetratges documentals, La última aventura del Gandul sobre el món de la navegació transoceànica i "Montañas iluminadas al amanecer", rodat al nord de l'Índia.
En 2018, ja amb la seva nova productora, Weekend studio, va iniciar el rodatge de la sèrie per a Netflix Hache.

## Filmografia

### Com a director
- 2019 - Montañas iluminadas al amanecer
- 2016 - La última aventura del Gandul
- 2015 - Regreso a la Alcarria
- 2000 - Una puerta abierta

### Com a productor
- 2013 - Hache
- 2013 - Afterparty
- 2011 - Lobos de Arga
- 2010 - No controles
- 2010 - Zenitram
- 2010 - Una hora más en Canarias
- 2009 - Mal día para pescar
- 2009 - Pagafantas
- 2008 - Gente de mala calidad
- 2007 - El pan nuestro
- 2007 - El último golpe
- 2007 - Un buen día lo tiene cualquiera
- 2007 - Días de cine
- 2006 - Estrellas de la línea
- 2006 - Ellos robaron la picha de Hitler
- 2006 - El crimen de una novia
- 2005 - Los dos lados de la cama
- 2005 - Maneras de sobrevivir
- 2005 - El Calentito
- 2003 - Días de fútbol
- 2003 - Torremolinos 73
- 2003 - Karate a muerte en Torremolinos
- 2002 - El otro lado de la cama
- 2001 - El paraguas
- 1999 - Las huellas borradas
- 1997 - Abierto, el eco del tiempo
- 1997 - En la puta calle
- 1997 - Mamá es boba